# 박창식 (1959년)
박창식(朴昌植, 1959년 10월 27일 ~ )은 대한민국의 드라마 프로듀서 출신 정치인이다.

## 학력
- 서울예술대학교 졸업

## 경력
- 문화체육관광방송통신위원회 위원
- 1986 ~ 1993 MBC 드라마제작국 프로듀서
- 1993 SBS프로덕션 제작프로듀서
- 2006.09 ~ 2011.05 한국드라마제작사협회 부회장
- 2009.07 ~ 2012.06 김종학 프로덕션 대표이사
- 2011.05 ~ 한국드라마제작사협회 회장
- 2012.05 ~ 2016.05 제19대 국회의원 (비례대표/새누리당)
- 2012.06 ~ 2016.05 새누리당 홍보기획부본부장
- 2012.09 ~ 2012.12 새누리당 박근혜 대선 후보 중앙선거대책위원회 미디어본부장
- 2013.04 ~ 2016.05 제19대 국회 교육문화체육관광위원회 위원
- 2013.05 ~ 2016 새누리당 경기도당 구리시 당원협의회 운영위원장
- 2013.08 새누리당 정책위원회 문화예술 태스크포스 위원장
- 2013.11 새누리당 직능특별위원회 문화예술 분과위원장
- 2014.05 ~ 2015.02 새누리당 원내부대표
- 2014.06 제19대 국회 후반기 예산결산특별위원회 위원
- 2014.06 ~ 2015.02 제19대 국회 후반기 운영위원회 위원
- 2016.09 ~ 2018.08 디지털서울문화예술대학교 총장
- 2017 ~ 2017.12 자유한국당 경기도당 구리시 당원협의회 운영위원장
- 2017.04 ~ 2017.05 제19대 대통령선거 자유한국당 중앙선거대책위원회 조직본부장
- 2019.03 ~ 2020.02 자유한국당 홍보위원회 위원장
- 2020.02 미래통합당 홍보위원회 위원장
- 2021.08 ~ 2021.11 국민의힘 윤석열 제20대 대통령 선거 예비후보 국민캠프 공보본부 공보총괄본부 미디어본부장
- 2021.12 ~ 2022.01 국민의힘 살리는 선거대책위원회 총괄특보단 홍보미디어특보
- 2022.01 ~ 2022.03: 국민의힘 제20대 대통령 선거 윤석열 대통령 후보 직속 총괄특보단 홍보미디어특보
- 김기현 이기는 캠프 총괄선대본부장
- (주)디딤이앤에프 미디어사업부문 자문위원
- 2023.05 ~ 2023.12: 국민의힘 당 대표 특별보좌역
- 2023.11: 국민의힘 중앙홍보위원장
- 2024.09 ~ : 한국국제문화교류진흥원 원장

## 역대 선거 결과
|  | 42.8% |

|  | 37.08% |

## 같이 보기
- 대한민국 제19대 국회의원 선거 새누리당 후보 목록#비례대표

## 가족 관계
- 아버지: 박영복 (1932년 ~ 2025년 2월 16일)
- 형제동생: 박원식, 박재식